# Eddie Keizan
Eddie Keizan (n. 12 septembrie 1944, Johannesburg – d. 21 mai 2016, Bryanston, Johannesburg) a fost un pilot sud-african de Formula 1 care a evoluat în Campionatul Mondial între anii 1973 și 1975.